# Virgil Widrich
Virgil Widrich (n. 16 mai 1967, Salzburg, Austria) este un regizor, scenarist, realizator de film independent și artist multimedia austriac.
Virgil Widrich este implicat în numeroase proiecte de film și creații multimedia, lucrări personale sau de grup. Este cunoscut în special pentru filmele de scurtmetraj și pentru creațiile multimedia, care au fost recompensate cu un total de 290 de premii cinematografice.

## Biografie
Virgil Widrich s-a născut în Salzburg, fiul jurnalistului Hans Widrich (șef al biroului de presă al Festivalului din Salzburg timp de aproape 30 de ani) și al politicienei și specialistei în politici de sănătate Gerheid Widrich. Și-a petrecut copilăria într-o casă veche de peste 500 de ani pe Mönchsberg, unde a avut contact devreme cu lumea artei: scriitorul Peter Handke era vecin, iar regizorul Wim Wenders un vizitator frecvent.
La vârsta de 13 ani a primit prima sa cameră Super-8 și a realizat, în 1980, trei scurtmetraje: My Homelife, Gebratenes Fleisch și 3 mal Ulf. A urmat animația Auch Farbe kann träumen, iar la 15 ani, a produs filmul cu actori Monster in Salzburg, folosind tehnica stop-motion. Între 1983 și 1985 a lucrat la primul său lungmetraj experimental, Vom Geist der Zeit, finalizat în ciuda notelor slabe de la școală. Pentru a-și finanța filmele, a lucrat ca figurant și responsabil cu recuzita la Festivalul din Salzburg. În 1984, a început să programeze jocuri simple pe calculator.
După finalizarea liceului la Akademisches Gymnasium Salzburg, a fost admis la Academia de Film din Viena, dar a părăsit-o după câteva săptămâni pentru a lucra la un scenariu science-fiction care nu a fost realizat. În 1987 a fondat împreună cu doi parteneri compania de distribuție Classic Films, axată pe filme artistice. În 1990 a devenit asistent al directorului de imagine și regizor John Bailey și a lucrat cu acesta la comedia SF The Search for Intelligent Life in the Universe în Hollywood. În 1991 a vândut Classic Films și s-a dedicat din nou artei digitale, dezvoltării de baze de date cinematografice și CD-ROM-uri interactive.
În 1993 a participat ca producător la lansarea festivalului pentru film austriac Diagonale, organizat pentru prima dată la Salzburg. În 1997 a revenit la regia de film cu scurtmetrajul tx-transform (co-regie cu Martin Reinhart), prezentat cu succes la Ars Electronica. În 1999 a regizat comedia Heller als der Mond (Mai strălucitor decât Luna), prezentată în premieră la Rotterdam în 2000. Copy Shop (2001) a devenit una dintre cele mai de succes lucrări ale sale: 43 de premii, nominalizare la Premiile Oscar, proiecții în peste 750 de festivaluri. A urmat Fast Film (2003), cu 35 de premii internaționale și peste 500 de selecții festivaluri.
În 2001 a fondat compania checkpointmedia GmbH, al cărei CEO este, și firma sa proprie de producție, Virgil Widrich Film- und Multimediaproduktionen G.m.b.H.. În același an, a cofondat casa de producție Amour Fou Film, concentrată pe filme de autor ale tinerilor regizori. A fost președintele Asociației Regizorilor de Film Austrieci între 2004 și 2007 și este membru al Academiei de Film Austriece. În 2004 a fost membru al juriului Ars Electronica.
Între 2007 și 2010 a fost profesor universitar pentru arte digitale la Universitatea pentru Artele Aplicate din Viena (Universität für angewandte Kunst Wien). Din 2010 conduce acolo, în calitate de profesor, programul de masterat Art & Science. În 2024 a fost acceptat ca membru al Academy of Motion Picture Arts and Sciences.
Virgil Widrich are trei fii din relația cu regizoarea de film Anja Salomonowitz. Fiul lor, Oskar Salomonowitz (n. 2008), cunoscut pentru contribuția sa la filmul Dieser Film ist ein Geschenk (Acest film este un cadou), a decedat tragic într-un accident în 2020, la vârsta de 12 ani.

## Expoziții
- 2006: Proiectare media interactivă pentru Mozarthaus Vienna.
- 2008: „Essence08” în Museum für angewandte Kunst Wien – 13 lucrări ale studenților coordonați de Widrich.
- 2009: „Linz. City in Luck” – director artistic al expoziției din cadrul Linz 2009 – Capitală Culturală Europeană, la muzeul Nordico.
- 2009: „Alias in Wonderland”, 25 iunie – 12 iulie, Freiraum/quartier 21, Museumsquartier, Viena – proiect cu studenții secției Digital Arts.
- 2009: „Essence09” – 10 lucrări ale studenților, Expositur Vordere Zollamtsstraße, Viena.
- 2010: „Essence10” – 15 lucrări ale studenților în Vienna Künstlerhaus.
- 2010: Director artistic pentru expoziția „90 Jahre Salzburger Festspiele” la Salzburg Museum.
- 2011: „parameter{world} – parameters for every or no thing” – expoziția masterului „Art and Science” la University of Applied Arts Vienna (30 martie – 1 aprilie 2011).
- 2012: „Essence12” – lucrări ale studenților din programul Art & Science în Vienna Künstlerhaus.
- 2013: „Crucial Experiments” – expoziția Universității pentru Arta Aplicată Viena în cadrul Vienna Art Week, MuseumsQuartier Viena/Ovalhalle. Coordonare: Bernd Kräftner, Virgil Widrich.
- 2014: „Essence14” – 26 iunie – 13 iulie, lucrări ale studenților din programul Art & Science în Vienna Künstlerhaus.
- 2015: „Parallaxis” – instalație media în cadrul expoziției „Farbenrausch” la Leopold Museum, Viena.
- 2016: „[dis]placement – Information through Sound” – instalație sonoră a clasei Art & Science, Citygate Shopping, Viena.
- 2017: „Circuit Training” – 6–17 iunie, das weisse haus, Viena.
- 2017: „analog_digital – Die Dichotomie des Kinos” – expoziție și retrospectivă, 3 octombrie 2017 – 28 ianuarie 2018, METRO Kinokulturhaus, participare cu două lucrări.
- 2017: Contribuție la expoziția „Panzerschrank Potemkin” în cadrul Vienna Design Week.
- 2017: Co-curator pentru expoziția aniversară „Ästhetik der Veränderung – 150 Jahre Universität für angewandte Kunst Wien” la Museum für angewandte Kunst Wien.
- 2018: Co-curator pentru expoziția permanentă „Sound of Music World”, Salzburg.
- 2018: „Voyage autour de ma chambre” – participare în cadrul Vienna Design Week.
- 2019: „sconarium” – centru de vizitare Bad Schönau, direcție artistică.
- 2020: „Überall Musik!” – DomQuartier Salzburg, direcție artistică.
- 2025: „Klimt. Pigment & Pixel – Mit Technologie Kunst neu entdecken”, Unteres Belvedere, concepție expozițională împreună cu Marc Schuran.
- 2025: „IM BLICK: Gustav Klimt – Die Braut”, Oberes Belvedere, concepție expozițională împreună cu Marc Schuran.

## Teatru muzical
- 2012: Concepție (în colaborare cu Martin Haselböck și Frank Hoffmann) și proiecții de film pentru "New Angels", premiera având loc în 19 noiembrie 2012 la Théâtre National du Luxembourg.
- 2019: Regie video și scenografie pentru opera „Nova – Imperfecting Perfection” de Franz Danksagmüller, prezentată în cadrul Kirchentag Dortmund.

## Filmografie
- 1980: My Homelife (A) – 6 min. (documentar despre o casă veche)
- 1980: Gebratenes Fleisch (A) – 11 min. (thriller despre asasinarea unei femei într-un restaurant)
- 1980: 3 mal Ulf (A) – 12 min. (documentar despre Arnulf Komposch)
- 1981: Auch Farbe kann träumen (A) – 12 min. (film de animație despre un vierme și un om mic care încearcă să scape de distrugerea mediului)
- 1982: Monster in Salzburg (A) – 12 min. (film de animație despre un monstru care distruge Salzburgul)
- 1983–1985: Vom Geist der Zeit (A) – 112 min. (un colaj de genuri cinematografice diverse)
- 1998: tx-transform (A) – 5 min. (film de animație experimental, co-regie cu Martin Reinhart)
- 2000: Heller als der Mond (Mai strălucitor decât luna) – 88 min. (comedie despre un străin în Viena)
- 2001: Copy Shop (A) – 12 min. (un bărbat se multiplică până umple lumea cu propriile copii)
- 2001: LinksRechts (A/F) – 4 min. (interviuri despre stânga și dreapta în film și politică)
- 2003: Fast Film (A/LUX) – 14 min. (film de animație realizat din cadre imprimate, despre o urmărire)
- 2010: make/real (A) – 5 min. (found footage pentru expoziția „Robot Dreams” la Graz și Basel)
- 2011: warning triangle (A) – 6 min. (found footage pentru expoziția „Fetisch Auto” la Muzeul Tinguely)
- 2015: back track – 7 min. (film experimental 3D)
- 2016: Vienna table trip – 1 min 22 sec. (film animat promoțional despre gastronomia vieneză)
- 2016: Die Nacht der 1000 Stunden (Noaptea celor 1000 de ore) – 92 min. (thriller dramatic istoric)
- 2018: Be my Rebel – 3 min 45 sec. (videoclip muzical)
- 2018: Light Matter – 5 min. (film experimental)
- 2018: Icon Island – 5 min. (film experimental)
- 2019: tx-reverse (A/D) – 5 min. (film experimental, co-regie cu Martin Reinhart)
- 2021: There is exactly enough time (A) – 1 min. (film de animație, co-regie cu Oskar Salomonowitz)

Din 2011: proiect de film de animație în dezvoltare – Micromeo (scenariu împreună cu Jean-Claude Carrière)

## Premii (selecție)
pentru Heller als der Mond (Brighter than the Moon) (Europa 2000):
- Premiul pentru cel mai bun scenariu al orașului Salzburg (1997)
- Premiul Jean Carment pentru Lars Rudolph — Angers European First Film Festival (2000)
- Premiul Laser Vidéo Titres — Angers European First Film Festival (2000)

pentru Copy Shop (A 2001):
- Nominalizare la Oscar – 2002, categoria „Live Action Short“ – Academy of Motion Picture Arts and Sciences
- Prix de la meilleure création sonore — Festival du Court-Métrage de Clermont-Ferrand (2001)
- Best Experimental Short — Toronto International Short Film Festival (2001)
- Kodak Award — Puchon Int. Fantastic Film Festival (Coreea, 2001)
- Jury Prize — IMAGO Festival, Covilha, Portugalia (2001)
- Silberne Taube — Festivalul Internațional de Film de la Leipzig (2001)
- Best Short Film — Lleida inCurt, Spania (2001)
- Best Experimental — Shorts Int. Film Festival New York (2001)
- 1st Comunidad de Madrid Award — Semana de Cine Experimental, Madrid (2001)
- Best Short Film — Barcelona L’alternativa (2001)
- Jury Prize — Leuven Kort Int. Short Film Festival, Belgia (2001)
- Best of Festival — Boston Underground Film Festival (2002)
- Prix des télévisions européennes — Brussels Int. Fantastic Film Festival (2002)
- Special Prize — Hiroshima Int. Animation Festival, Japonia (2002)
- Best Experimental Film — Panorama, Thessaloniki (2002)
- Jury Special Prize — Tehran Int. Animation Festival, Iran (2003)

pentru Fast Film (A, LUX 2003):
- Selecție oficială — Festival de Cannes (2003)
- Best Animated Short — Worldwide Short Film Festival, Toronto (2003)
- Grand Prix pentru animație — Festival Vila do Conde, Portugalia (2003)
- Best Experimental Short Film — Festival Internațional Melbourne (2003)
- Audience Award — Bearded Child Film Festival, SUA (2003)
- Most Imaginative Film — Odense Film Festival, Danemarca (2003)
- High Risk Award — Fantoche, Zürich (2003)
- Best Experimental Film — Panorama, Thessaloniki (2003)
- Most Innovative Short — Leipzig Int. Film Festival (2003)
- Grand Prix — Uppsala Short Film Festival (2003)
- Premiul Comunității Madrid — Semana de Cine Experimental, Madrid (2003)
- Onda Curta — premiu II și mențiune specială — Cinanima, Portugalia (2003)
- Innova Award — Animadrid, Spania (2003)
- Film Critics Award — Animafest Zagreb (2004)
- ASIFA Korea Prize — SICAF (2004)
- Cartoon d'Or — Forum Galicia (2004)
- Inclus în „Animation Show of Shows“

pentru back track (A 2015):
- Gold Award – Best Experimental – New York City Indie Film Awards
- Best Experimental Short Film – FICOCC – Five Continents International Film Festival, Tenerife
- Best Experimental Film – Crossing the Screen, Eastbourne, Marea Britanie

pentru Die Nacht der 1000 Stunden (A/LUX/NL 2016):
- Flash Forward Audience Award – Busan International Film Festival, Coreea de Sud (2016)

pentru Vienna table trip (A 2016):
- Platinum Award – Best Animation – European Independent Film Award, Paris
- Diamond Award – Best Animation – LA Shorts Awards, SUA
- Finalist – TRAVEL FILM Festival – Moscova, Rusia
- 1st Prize – „Culture Tourism“ – Tourfilm Riga, Letonia
- Premiu la Film Forum Linz – secțiunea Turism și Publicitate

pentru Be my Rebel (A 2018):
- Platinum Award – Best Music Video – Mindfield Film Festival, Los Angeles
- Best Music Video – UNDO Divergent Film Awards, Arlington
- Platinum Award – Best Music Video – Mindfield Film Festival, Albuquerque
- Bronze Award – EIFA, European Independent Film Award, Paris
- Best Visual FX – Snowdance Film Awards, Los Angeles
- Best Int. Music Video – Fort Worth Indie Film Showcase, SUA
- Best Music Video – NYC Indie Film Awards, SUA
- Best Music Video – Hollywood Sun Awards, SUA
- Best Music Video – Rosarito Int. Film Festival, SUA
- Best Music Video – Eurasia Int. Monthly Film Festival, Moscova
- Gold Awards – Best FX, Best Director, Best Music Video – Royal Wolf Film Awards, Los Angeles
- Best Director, Best FX – Top Indie Film Awards, Online
- Best New Media Director – Enginuity Film Awards, SUA
- 1st Place Winner – Music Video – West Wing Film Competition, Los Angeles
- Best Music Video of the Month – Lake View Int. Film Festival, India
- Top 2nd Music Video – Jaipur Int. Film Festival, India
- Best Music Video, Editing, Visual FX – LA Edge Film Awards, Los Angeles
- Best Music Video – Silicon Beach Film Festival, Los Angeles
- Winner Music Video – Berlin Flash Film Festival (aprilie 2018)
- Best FX in a Short – SFAAF – South Film and Arts Academy Festival, Chile
- Best Music Video – Mediterranean Film Festival, Siracuza, Italia

pentru tx-reverse (A/D 2019):
- Best Experimental Short Film – Eden International Film Festival (2022)
- Best Experimental Short Film – Black Mountain Film Festival (2022)
- Best Experimental Short Film – Edison Int. Film Festival, Chennai, India (2022)

pentru There is exactly enough time (A 2021):
- Best Animation – Harlem International Film Festival, New York (2023)
- Best Drama – MicroShort – Panther City Film Festival, SUA (2023)
- Best Editing – Monza Film Fest, Italia (2023)
- Honorable Mention – British Indie Festival Film & Music, Londra, UK (2023)
- Award Winner – Blow-Up Arthouse Filmfest, Chicago, SUA (2024)

pentru checkpointmedia GmbH:
- septembrie 2006: Premiu internațional pentru „Mozarthaus Vienna” – categoria „Cultură și divertisment”
- Premiul pentru „Visitor Center of the Austrian Parliament” – categoria „Informații publice și servicii”